# Beáta Siti
Dans le nom hongrois Siti Beáta, le nom de famille précède le prénom, mais cet article utilise l’ordre habituel en français Beáta Siti, où le prénom précède le nom.
Beáta Siti, née le 23 septembre 1973 à Nagykanizsa, est une ancienne joueuse hongroise de handball, évoluant au poste de demi-centre. Avec l'équipe nationale de Hongrie, elle remporte notamment le championnat d'Europe 2000, compétition dont elle est élue meilleure joueuse.

## Palmarès

### Club
Sauf précision, le palmarès est obtenu avec le Dunaferr NK
Compétitions internationales
- Vainqueur de la Ligue des champions (1) : 1999
- Vainqueur de la Coupe d'Europe des vainqueurs de coupe (1) : 1995
- Vainqueur de la Coupe EHF (3) : 1998, 2002 (avec Ikast Bording EH), 2005 (avec Alcoa FKC)
- Vainqueur de la Supercoupe d'Europe (1) : 1999

Compétitions nationales
- Vainqueur du Championnat de Hongrie (2) : 1998, 1999
- Vainqueur de la Coupe de Hongrie (3) : 1998, 1999, 2000

- Deuxième du Championnat du Danemark en 2002
- Vainqueur de la Coupe du Danemark (1) : 2002

### Sélection nationale
- Jeux olympiques[1]
  -  Médaille de bronze aux Jeux olympiques de 1996
  -  Médaille d'argent aux Jeux olympiques de 2000
- Championnats du monde
  -  Médaille d'argent du Championnat du monde 1995
- Championnats d'Europe
  -  Médaille de bronze du Championnat d'Europe 1998
  -  Médaille d'or au Championnat d'Europe 2000

### Distinctions personnelles
- Élue meilleure handballeuse hongroise de l'année (2) : 1998, 1999
- Élue meilleure joueuse du Championnat d'Europe 2000